# بحيرة امتكلي
بحيرة أمتكيلي أو أمتكيل (الجورجية: ამტყელის ტბა؛ الروسية: Амткел) هي بحيرة في مقاطعة جوليبشي في أبخازيا، جورجيا، تشكلت في 3 أكتوبر 1891 عندما تسبب زلزال في انهيار أرضي في الجنوب الغربي. منحدر جبل شكابات الصغير في وادي نهر أمتكيلي.